# 式守鬼一郎
式守 鬼一郎 （しきもり きいちろう）は、大相撲の行司の名跡の一つ。これまでは伊勢ノ海部屋の行司が代々襲名していたが、当代は6代目で、時津風一門の追手風部屋の所属である。
- 初代 最高位は3人目。在職中の文化15年3月24日に死去。
- 2代　後の6代式守伊之助。天保6年10月から襲名。嘉永6年11月に伊之助を襲名するまで襲名した。旧名は式守宗助。
- 3代　後の7代式守伊之助。一時は旧名の式守勘太夫に戻った時期もあったが、襲名期間は安政3年1月から同年11月、文久3年7月から明治15年6月まで約20年間、鬼一郎を名乗った。
- 4代　後の初代木村誠道、16代木村庄之助。明治20年1月から明治22年1月まで名乗った。
- 5代　後の24代木村庄之助。旧名は式守伊三郎。襲名期間は1949年1月から1959年11月。1960年1月に20代式守伊之助、1963年に24代木村庄之助を襲名した。鬼一郎時代に年寄阿武松を二枚鑑札で襲名していた。
- 6代　旧名は式守脩。2006年3月の十両格昇進と同時に鬼一郎を襲名した。本名は和智修。大鳴戸部屋に入門し、桐山部屋へ移籍した後、現在は追手風部屋に所属。2021年1月場所現在幕内格。